# Moyobamba
Moyobamba – miasto w Peru, w regionie San Martin. W 2007 roku liczyło 42 960 mieszkańców.